# Swiss Army Man
Swiss Army Man és una pel·lícula estatunidenca de comèdia dramàtica surrealista del 2016 escrita i dirigida per Daniel Scheinert i Daniel Kwan llur debut com a directors. La pel·lícula és protagonitzada per Paul Dano, Daniel Radcliffe i Mary Elizabeth Winstead.
Swiss Army Man es va estrenar al Festival de Cinema de Sundance de 2016 el 22 de gener i va començar una estrena limitada als Estats Units el 24 de juny de 2016, abans d'estrenar-se l'1 de juliol de 2016.. La pel·lícula va ser rebuda positivament per la crítica i des de llavors ha desenvolupat una seguici de culte.

## Argument
Hank Thompson, un home abandonat a una illa, està a punt de penjar-se, però veu un cadàver arrossegat a la platja. Intenta reanimar-lo, però el cadàver el diverteix amb la seva flatulència incessant. Quan la marea comença a rentar el cadàver, Hank observa com la seva flatulència impulsa el cadàver a la superfície de l'aigua. Hank immediatament munta el cadàver a través de l'oceà com una moto d'aigua, aterrant a una costa continental però lluny de la civilització. Aquella nit, tots dos s'amaguen en una cova per una tempesta de pluja, i després que l'escolament s'aboqui a la boca del cadàver, Hank s'adona l'endemà al matí que el cadàver té un altre poder: es pot utilitzar com un pou per a una font aparentment infinita d'aigua potable. El cadàver també comença una lenta transició a la parla i adquireix una comprensió de la llengua anglesa, adoptant el nom de Manny. Hank i Manny continuen la seva recerca, utilitzant les ereccions de Manny (alimentades per una revista de vestits de bany que troben) com a brúixola. Manny s'ha oblidat tot sobre la seva vida anterior, i Hank intenta ensenyar-li diversos conceptes sobre la vida, però les interpretacions infantils i desvergonyides d'aquests conceptes entren en conflicte amb el que Hank considera un comportament socialment acceptable.
Al llarg del seu viatge, Hank ensenya a Manny les alegries de menjar fora, anar al cinema i fer festa, utilitzant accessoris i escenaris de construcció tosca fets amb plantes i escombraries que troben. Utilitzant-los, Hank fa creure a Manny que està enamorat d'una dona anomenada Sarah, que cada dia puja a l'autobús sola. Manny s'enamora de Sarah, i és aquest amor el que el motiva a intentar trobar la civilització amb Hank. En realitat, Hank està molt enamorat de Sarah, després d'haver-la vist pujar a l'autobús cada dia, però mai parlant amb ella a causa de la seva pròpia timidesa. Té una foto d'ella que va fer en secret mentre estava a l'autobús com a fons de pantalla del seu telèfon i la segueix a les xarxes socials. Mentre mira fotos, es revela que Sarah està feliçment casada i té un fill.
Hank es fa passar per Sarah per ajudar en Manny a aprendre a parlar amb les dones, però acaben connectant-se i fent-se un petó. Tenen una baralla després que Hank reveli que Manny no va conèixer mai la Sarah durant la seva vida. Sentint-se traït per la hipocresia i l'autocontrol d'en Hank, Manny afirma que vol tornar a estar completament mort. En aquest moment, Hank experimenta estranys flaixos mentals d'imatges surrealistes que recorden el seu viatge i suggereix que un dels poders de Manny és afectar la seva ment. Malgrat la tensió entre ells, quan Hank és atacat per un ós, Manny es mou pel seu propi poder per primera vegada, arrossegant-se darrere del seu amic ferit i encendre un dels seus pets de la foguera per espantar l'ós. Hank perd el coneixement i es desperta amb Manny portant-lo a casa de Sarah, malgrat les protestes de Hank.
Mentre la Sarah és a casa, en Manny parla amb la filla de la Sarah, Crissie. Esperant que quedi impressionafs, demostra diversos dels seus poders, espantant-la sense voler amb la seva brúixola, que Hank colpeja ràpidament. La Sarah és alertada pel plor de la seva filla i truca a la policia quan veu el cadàver inanimat de Hank i Manny. Hank aviat és reanimat, però els policies descobreixen les fotos de Sarah al seu telèfon i sospiten. El pare de Hank també apareix, confonent el cadàver de Manny amb Hank quan els paramèdics li demanen que confirmessin la seva identitat. Després d'haver estat entrevistat per les notícies de la televisió local i de professar de manera delirant a l'aire la seva gratitud per Manny i els seus poders màgics, Hank fuig amb el cos de Manny. Els perseguidors de Hank descobreixen les estructures que va construir que, en realitat, semblen estar molt a prop de la casa de Sarah, com si hi hagués estat una estona en comptes de viatjar pel bosc. La policia, la Sarah, el seu marit, la seva filla, un periodista, un càmera i el pare de Hank el segueixen a la platja. Acorralat, Hank deixa escapar un pet llarg i la policia se l'emporta. Aleshores, en Manny comença a fer pets violentament. Per sorpresa, horror i, en el cas del pare de Crissie i Hank, diversió, Manny torna a surar a l'oceà i s'allunya ràpidament, impulsat per la seva pròpia flatulència, mentre ell i Hank comparteixen un últim somriure.

## Repartiment
- Paul Dano com a Hank Thompson
- Daniel Radcliffe com a Manny
- Mary Elizabeth Winstead com Sarah Johnson
- Timothy Eulich com a Preston
- Marika Casteel com a reportera
- Richard Gross com el pare de Hank
- Antònia Ribero com a Crissie
- Aaron Marshall com a agent de policia
- Andy Hull com a càmera
- Shane Carruth com a forense

## Producció
Al llarg d'anys de reunions amb productors de Hollywood, els Daniels van presentar la pel·lícula com una ruptura amb la norma dels èxits de taquilla típics de Hollywood. Quan inicialment van presentar la pel·lícula com una broma, els Daniel se'ls va preguntar: "Per què no ho fem?" Els Daniel es van obligar a redactar diverses versions del guió, inclosa la presentació d'un dels esborranys als Sundance Labs el 2013, al qual van assistir més tard el 2014.
El juny de 2015, Paul Dano, Daniel Radcliffe i Mary Elizabeth Winstead es van unir al repartiment de la pel·lícula, amb Daniel Kwan i Daniel Scheinert a càrrec del guió escrit per tots dos. Quan buscaven actors per executar la seva visió tant com a actor com a cantant, els directors van seleccionar els dos protagonistes masculins de la pel·lícula. La fotografia principal va començar el 14 de juliol de 2015 i va acabar el 7 d'agost de 2015. El rodatge es va dur a terme durant 22 dies a Califòrnia, fins i tot a San Pedro i comtat de Humboldt per a treballs submarins i vistes àmplies, respectivament. Daniel Radcliffe va dir que la música de la pel·lícula es va reproduir al plató: "Robert va compondre música abans de començar el rodatge, cosa que mai passa a la pel·lícula. Podríem escoltar la música al plató per a determinades escenes."

## Estrena
Swiss Army Man es va estrenar al Festival de Cinema de Sundance el 22 de gener de 2016. Poc després, A24 va adquirir els drets nord-americans de la pel·lícula, i més tard va adquirir els drets globals de la pel·lícula, associant-se amb distribuïdors que ja havien adquirit drets globals. La pel·lícula estava programada originalment per estrenar-se el 17 de juny de 2016, però més tard es va retrocedir una setmana fins al 24 de juny, amb una estrena limitada. Es va estrenar àmpliament l'1 de juliol.

## Recepció

### Resposta crítica
Swiss Army Man ha rebut ressenyes generalment positives dels crítics de cinema. El lloc web d'agregació de ressenyes Rotten Tomatoes li dóna una puntuació d'aprovació del 72%, basat en les ressenyes de 210 crítics, amb una puntuació mitjana de 6,8/10. El consens crític del lloc afirma: "Desarmament estrany i completament ben actuat, Swiss Army Man ofereix als espectadors aventurers una experiència tan gratificant com impossible de classificar." Metacritic atorga a la pel·lícula una puntuació de 64 sobre 100, basada en crítiques de 36 crítics, indicant "crítiques generalment favorables".
Durant l'estrena mundial de la pel·lícula a Sundance, alguns membres del públic van marxar, alienats per la estranya premissa de la pel·lícula.
Peter Debruge de Variety va donar a la pel·lícula una crítica positiva, i va escriure: "D'una banda, el títol de competició més singular que ha debutat a Sundance en molts anys, mentre que de l'altra, un projecte. encara necessitat dràsticament de desenvolupament (malgrat una gira per cinc laboratoris diferents de l'Institut Sundance, inclòs un per barrejar tots aquests efectes de pet a Dolby Atmos), aquesta pel·lícula porta la seva raresa com a distintiu d'honor, com hauria de ser." Leslie Felperin de The Hollywood Reporter va considerar que "formant un contrapunt a tot el tomb de la funció corporal, Dano i Radcliffe, tots dos compromesos amb un zel deliciós, projecten una certa fragilitat tràgica que afegeix pes als procediments."

### Reconexements
| Premi                                                   | Data de cerimònia      | Categoria                               | Receptors | Resultat  |
| ------------------------------------------------------- | ---------------------- | --------------------------------------- | --- | --------- |
| Festival de Cinema de Sundance                          | 31 de gener de 2016    | Premi a la direcció: Dramàtic EUA       | Daniel Kwan and Daniel Scheinert                                                                                           | Guanyador |
| Associació de Crítics de Cinema d'Austin                | 28 de desembre de 2016 | Millor Primera Pel·lícula               | Swiss Army Man | Nominat   |
| Premis Gotham                                           | 28 de novembre de 2016 | Premi al director revelació Bingham Ray | Daniel Kwan i Daniel Scheinert                                                                                             | Nominat   |
| Premis Independent Spirit                               | 25 de febrer de 2017   | Millor primera pel·lícula               | Daniel Kwan, Daniel Scheinert, Miranda Bailey, Lawrence Inglee, Lauren Mann, Amanda Marshall, Eyal Rimmon, i Jonathan Wang | Nominat   |
| Premis Independent Spirit                               | 25 de febrer de 2017   | Millor munttage                         | Matthew Hannam | Nominat   |
| Festival Internacional de Cinema Fantàstic de Neuchâtel | 9 de juliol de 2016    | Premi del Públic                        | Swiss Army Man | Guanyador |
| Festival Internacional de Cinema Fantàstic de Neuchâtel | 9 de juliol de 2016    | Millor disseny de producció             | Jason Kisvarday | Guanyador |
| Festival Internacional de Cinema Fantàstic de Neuchâtel | 9 de juliol de 2016    | Premi Internacional de la Crítica       | Swiss Army Man | Guanyador |
| Festival Internacional de Cinema Fantàstic de Neuchâtel | 9 de juliol de 2016    | Premi Narcisse a la millor pel·lícula   | Swiss Army Man | Nominat   |
| Associació de Crítics de Cinema de Toronto              | 11 de desembre de 2016 | Millor primer llargmetratge             | Swiss Army Man | Subcampió |
| Festival de Cinema de Sitges                            | 16 d'octubre de 2016   | Premi a la millor pel·lícula            | Swiss Army Man | Guanyador |
| Festival de Cinema de Sitges                            | 16 d'octubre de 2016   | Premi al millor actor                   | Daniel Radcliffe | Guanyador |
| Festival de Cinema de Sitges                            | 16 d'octubre de 2016   | Menció especial Carnet Jove             | Swiss Army Man | Guanyador |